# Daniel Guggenheim (Musiker)

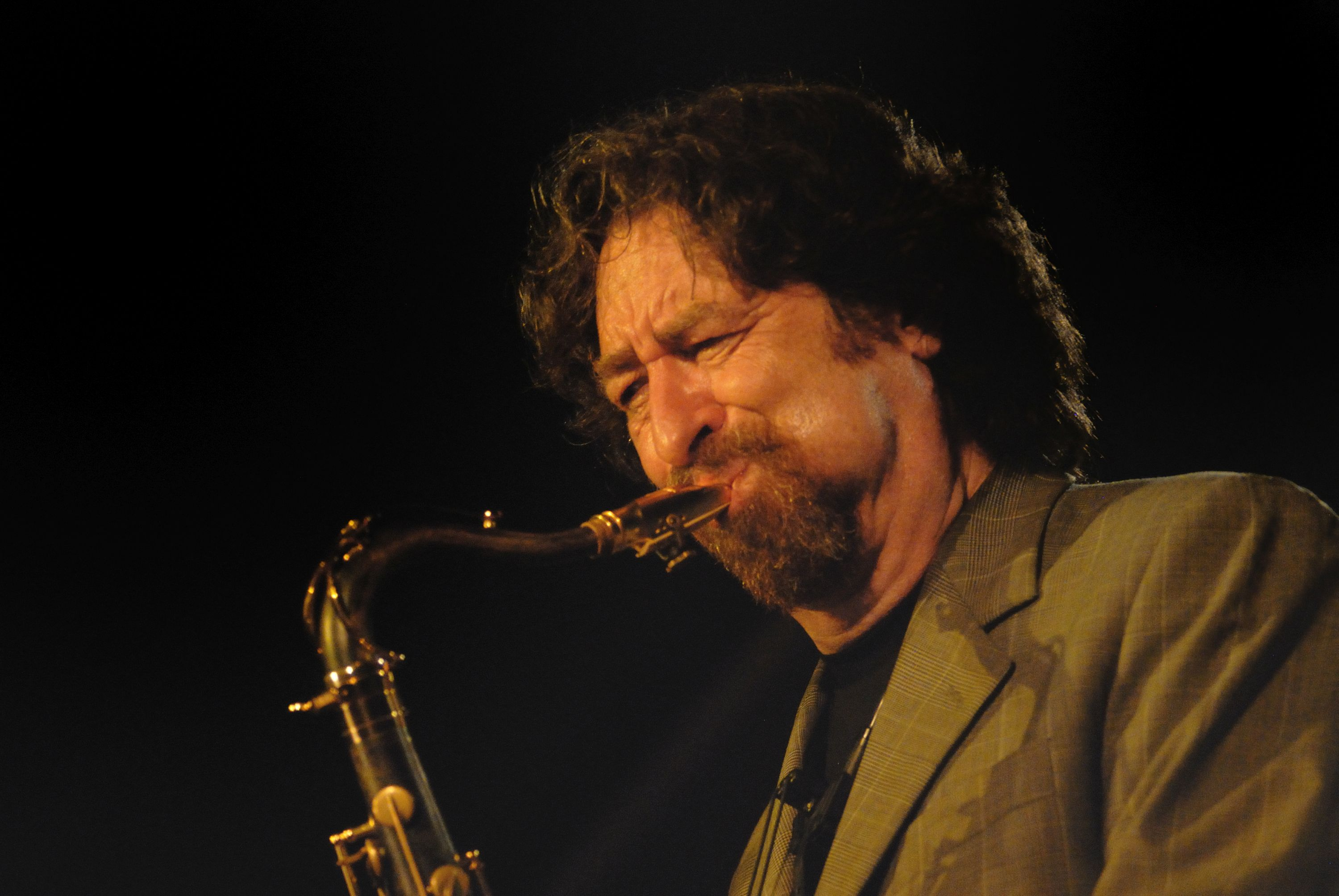
Daniel Guggenheim (2012)

Daniel Guggenheim (* 1954 in Zürich) ist ein Schweizer Jazzsaxophonist.

## Leben und Wirken
Guggenheim lernte mit fünf Jahren Blockflöte und erhielt ab dem achten Lebensjahr Klavierunterricht. Mit sechzehn Jahren spielte er Keyboard in einer Popband, um ein Jahr später zu Blues und Jazz zu wechseln und das Saxophon für sich zu entdecken. Zwischen 1976 und 1981 studierte er Saxophon, Komposition und Arrangement an der Swiss Jazz School in Bern.
Anschliessend ging Guggenheim zunächst nach Paris, dann nach Rio de Janeiro. 1983 lernte er dort Hermeto Pascoal kennen, in dessen Gruppe er spielte. 1984 spielte er unter anderem mit der Schweizer Rhythm-&-Blues-Band Lazy Poker, bevor er in die Nähe von Frankfurt am Main zog, wo er seitdem als Lehrer in der Frankfurter Musikwerkstatt arbeitete. Daneben leitete er eigene Gruppen, mit denen er durch Europa und Südamerika tourte (unter anderem mit Jasper van’t Hof, Christoph Sänger und Udo Kistner) und Platten einspielte. 1994/95 folgte ein erster Aufenthalt in New York City, wo er mit Elvin Jones, Cecil McBee, Richie Beirach, Billy Hart und Roy Hargrove spielte. Mit Jeff Williams, Scott Lee und Russ Lossing nahm er 1996 die CD Sojurn auf und ging auf Europa-Tournee. Weitere Engagements mit Bob Degen, Vitold Rek, Keith Copeland, Janusz Stefański, David Liebman, Jürgen Wuchner und Harry Beckett folgten, unter anderem auch mit Nena und Udo Lindenberg. 1996 gründete er sein The New York Quartet, mit dem er 2005 die erste CD Traces of aufnahm. Mit dem Gitarristen Georg Crostewitz bildete er das Duo Leaf; weiterhin spielte er im Swing-Size-Orchestra. Auch nahm er mit Petr Korinek und der Karma Jazz Group um Natalya Karmazin auf.
Daniel Guggenheim lebt und arbeitet in Frankfurt am Main.

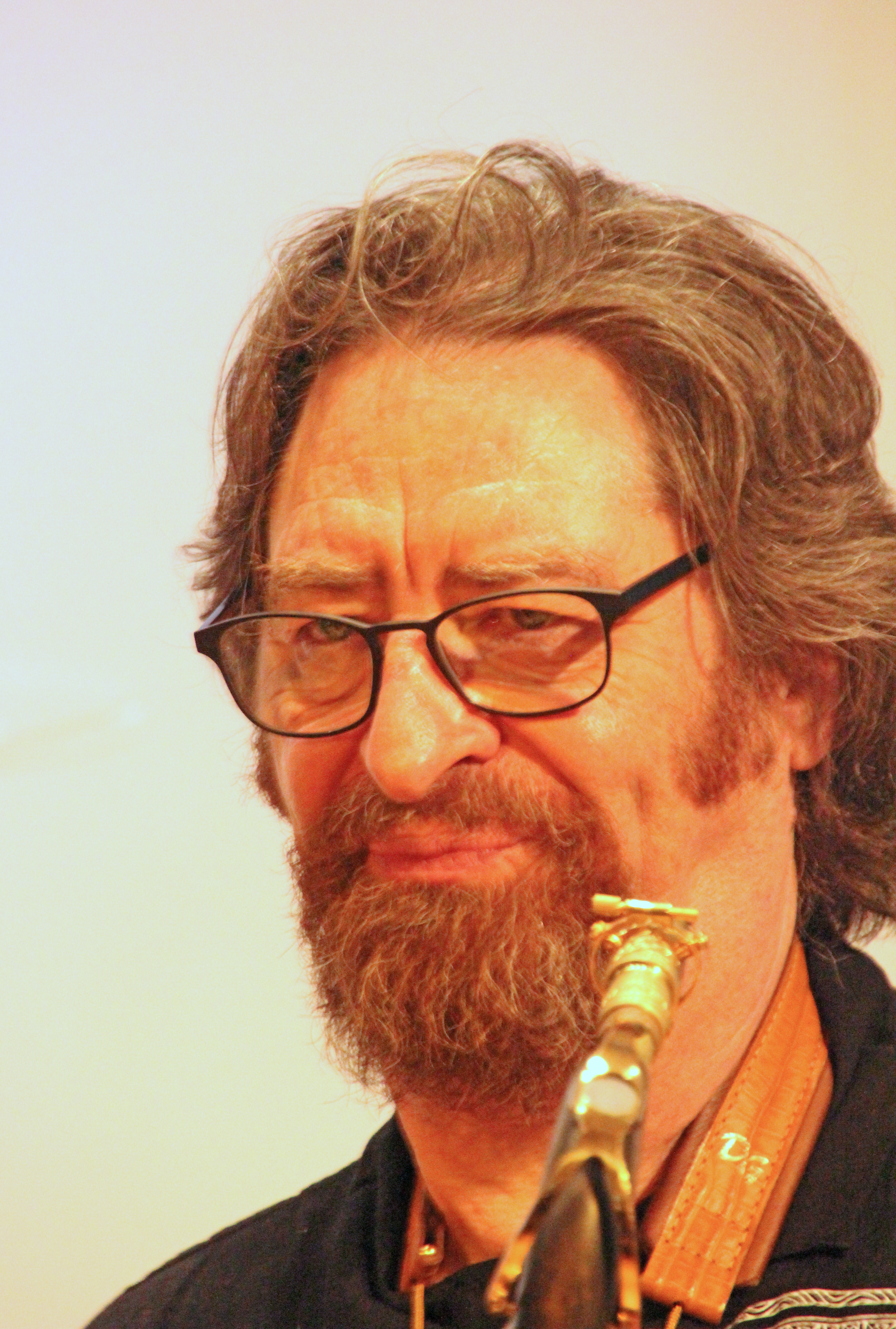
Daniel Guggenheim (2016)

## Bandprojekte
- The New York Quartet (seit 1996) mit Peter Madsen – Klavier, Sean Smith – Bass, Gerald Cleaver – Schlagzeug (bis 2012), seither Devin Gray
- The Hip (seit 2006) mit Ulf Kleiner – Klavier, Fender Rhodes, Hanns Höhn – Bass, Tobias Backhaus – Schlagzeug
- Daniel Guggenheim Quartet (seit 2009) zunächst mit Wesley G – Gitarre, Rudi Engel – Bass, Axel Pape – Schlagzeug
- Grandsheiks Playing the Music of Frank Zappa (seit 2012), mit Jörg Heuser  - Gitarre, Keyboard, Gesang,  Maximilian Hilbrand – Lead-Gesang,  Thomas Schmittinger – Gitarre, Gesang,  Andi Mertens – Bass, Gesang,  Christian Majdecki  - Schlagzeug

## Diskographische Hinweise
- Bruno Nick und Daniel Guggenheim, Eine vo dene, Single, Schnoutz Records, 1980
- Daniel Guggenheim Group - feat. Jasper van’t Hof (mit Peter Feil, Udo Kistner, Tom Nicholas, Roland Henkel; Laika Records, 1990)
- Daniel Guggenheim Group & Special Guest Hermeto Pascoal Strange Beauty (mit Martin Lehner, Christof Sänger, Udo Kistner, Gerd Breuer; Network Medien, 1992)
- Sojurn (mit Russ Lossing, Scott Lee, Jeff Williams; Edition Collage/GLM, 1996)
- Traces of… (mit Peter Madsen, Gerald Cleaver; Laika Records, 2005)
- Grandsheiks Flies All Green and Buzzin´ (Goodlife Records, 2012)
- Daniel Guggenheim New York Quartet: Beyond Moments & Time (mit Peter Madsen, Sean Smith, Devin Gray; Laika Records 2013)[1]
- Grandsheiks Dungeon of Despair (Goodlife Records, 2014)
- Daniel Guggenheim Quartet: Red Orange and Blue (Laika Records 2022, mit Sebastian Sternal, Dietmar Fuhr und Silvio Morger)[2]

## Lexigraphische Einträge
- Bruno Spoerri: Biografisches Lexikon des Schweizer Jazz CD-Beilage zu: B. Spörri (Hrsg.): Jazz in der Schweiz. Geschichte und Geschichten. Chronos-Verlag, Zürich 2005, ISBN 3-0340-0739-6